# Christian Dick
Christian Dick (ur. 2 września 1883 w Ås, zm. 14 sierpnia 1955 w Oslo) – norweski żeglarz, olimpijczyk, zdobywca srebrnego medalu w regatach na Letnich Igrzyskach Olimpijskich 1920 w Antwerpii.
Na Letnich Igrzyskach Olimpijskich 1920 zdobył srebro w żeglarskiej klasie 7 metrów. Załogę jachtu Fornebo tworzyli również Johan Faye, Sten Abel i Niels Nielsen.